# 印茄属
印茄属（学名：Intsia）为豆目豆科的一属，主要为分布于东南亚、南亚、东非到澳洲的大型乔木。 

## 名称
印茄属的学名在拉丁语中意为“印度”，因模式种来自印度洋周边而得名。

## 特征
本属为多年生的常绿乔木，无侧生枝。双数羽状复叶，托叶合生至叶柄基内一定尺度；叶柄扭曲；小叶对生或亚对生，没有半透明的腺体点，但在基底小叶的一侧或两侧表面上的腺体类似于缅茄属（Afzelia）
总状花序圆锥状，花沿着花序轴螺旋排列; 花梗在基部相连; 小苞片或发育良好、凹凸不平，或隐藏着未成熟的花蕾，两朵小苞片在花开之前早落。
托杯或伸长，萼片和花瓣如缅茄属，有3个可育的雄蕊与4至7个不育的雄蕊，子房类似于缅茄属。
豆荚不裂或最终开裂，荚片木质，但比缅茄属薄，外面或有脉纹。种子大、坚硬，无假种皮。

## 分布
本属分布于东非到太平洋群岛的广泛地区，包括安达曼群岛、孟加拉、俾斯麦群岛、婆罗洲、柬埔寨、查戈斯群岛、斐济、印度、爪哇岛、小巽他群岛、马达加斯加、马来亚、马鲁古群岛、毛里求斯、缅甸、琉球群岛、新喀里多尼亚、新几内亚、尼科巴群岛、菲律宾、澳洲的北领地及昆士兰州、萨摩亚、圣克鲁斯岛、塞舌尔、所罗门群岛、斯里兰卡、苏拉威西、苏门答腊、台湾、坦桑尼亚、泰国、汤加、瓦努阿图及越南。

## 分类

### 种系发生学
本属属于甘豆亚科、缅茄族，与缅茄属近缘，关系如下：

|  | \| \| 缅茄属 Afzelia \| \| \| \| \| \| 印茄属 Intsia \| \| \| \| |
|  |                                                                  |
|  | 扭柄檀属 Brodriguesia                                            |
|  |                                                                  |
|  | 缅茄属 Afzelia                                                   |
|  |                                                                  |
|  | 印茄属 Intsia                                                    |
|  |                                                                  |

|  | 缅茄属 Afzelia |
|  |                |
|  | 印茄属 Intsia  |
|  |                |

### 内部分类
本属至少有两个被承认的物种：
- 太平洋铁木 Intsia bijuga：小叶1、2对，少有3对，生长于海岸低地。又名双对叶印茄、印茄木、四叶印茄[5]。
- 印茄树 Intsia palembanica：小叶4对，少有2对、3对、5对，从低地到海拔1000米地皆有分布。又名巨港印茄木。[3]

## 经济利用
本属的树种的木材为重硬木，其中双对叶印茄木被过度砍伐而濒危。